# Карабаш (Татарстан)
Карабаш (на руски: Карабаш) е селище от градски тип, разположено в Бугулмински район, Татарстан. Населението му към 1 януари 2018 година е 4895 души.